# Mazdacis
Mazdacis is een geslacht van vlinders van de familie snuitmotten (Pyralidae), uit de onderfamilie Epipaschiinae.

## Soorten
- M. consimilis Dognin, 1911
- M. flavomarginata Druce, 1902
- M. zenoa Schaus, 1925